# Henrik Sundström
Henrik Sundström (* 29. února 1964 Lund) je bývalý švédský tenista. Měří 188 cm, největších úspěchů dosáhl na antuce.
Profesionálně hrál od roku 1981. V roce 1984 byl čtvrtfinalistou French Open, dosáhl šestého místa žebříčku ATP a přispěl k vítězství Švédska v Davisově poháru, když vyhrál všech šest dvouher, k nimž nastoupil, včetně zápasu se světovou jedničkou Johnem McEnroem ve finále. Se švédským daviscupovým týmem získal cenu deníku La Gazzetta dello Sport pro sportovní kolektiv roku 1984. Hrál třináctkrát finále na ATP Tour ve dvouhře (z toho pětkrát zvítězil) a jednou ve čtyřhře.
Od roku 1985 ho pronásledovaly bolesti zad, které ho omezovaly při hře. V roce 1989 předčasně ukončil sportovní kariéru. Žije v Monaku, pracuje jako organizátor kulturních akcí a obchodník s nemovitostmi. Je ženatý, má dvě děti. Jeho zálibou je hra na klarinet.

## Turnajová vítězství
- 1983 – Open de Nice Côte d’Azur
- 1984 – Hypo Group Tennis International, Monte-Carlo Masters, Swedish Open
- 1986 – ATP Athens Open